# Zylindrisches Maß
Ein zylindrisches Maß (seltener auch Zylindermaß oder schwache Distribution) ist in der Maßtheorie eine Mengenfunktion auf der zylindrischen Algebra eines topologischen Vektorraumes, so dass diese auf jeder endlichen Restriktion des gewählten Funktionenraumes ein Maß ist. Sie sind somit ein projektives System von Maßen. Zylindrische Maße sind der Prototyp einer Mengenfunktion auf unendlichdimensionalen Räumen.
Im Allgemeinen ist ein zylindrisches Maß nur endlich additiv und nicht σ-additiv und nur auf den Unter-σ-Algebren ein Maß.
Manche Autoren verwenden den Begriff Zylindermengenmaß (englisch cylinder set measure) und reservieren den Begriff zylindrisches Maß nur für σ-additive Maße auf der zylindrischen σ-Algebra. Dies ist in der Literatur aber nicht einheitlich (siehe z. B.). Im Artikel wird deshalb der Begriff zylindrisches Maß als Synonym für das Zylindermengenmaß verwendet und auf letzteren Begriff verzichtet.

## Definition
Sei {\displaystyle X} ein topologischer Vektorraum über {\displaystyle \mathbb {R} } und {\displaystyle X^{*}} der algebraische Dualraum. Weiter sei {\displaystyle F} ein Vektorraum von linearen Funktionalen auf {\displaystyle X}, das heißt {\displaystyle F\subseteq X^{*}}, und {\displaystyle {\mathcal {Zyl}}(X,F)} die zylindrische Algebra, das heißt die Familie aller Zylindermengen.
Eine Mengenfunktion
{\displaystyle \nu :{\mathcal {Zyl}}(X,F)\to \mathbb {R} _{+}}
heißt zylindrisches Maß, falls für alle endlichen Mengen {\displaystyle G:=\{f_{1},\dots ,f_{n}\}\subseteq F} mit {\displaystyle n\in \mathbb {N} } und zylindrischen σ-Algebren {\displaystyle {\mathcal {E}}(X,G):=\sigma ({\mathcal {Zyl}}(X,G))} die Restriktion
{\displaystyle \nu :{\mathcal {E}}(X,G)\to \mathbb {R} _{+}}
eine σ-additive Funktion ist, das heißt {\displaystyle \nu } ist ein Maß.
Wie üblich nennt man ein zylindrisches Maß mit der Eigenschaft {\displaystyle \nu (E)=1} ein zylindrisches Wahrscheinlichkeitsmaß. Die Menge aller zylindrischen Maße notiert man manchmal mit {\displaystyle {\mathcal {M}}(E)}.

### Alternative Charakterisierung
Die Mengenfunktion {\displaystyle \nu } ist ein zylindrisches Maß, wenn für jeden stetigen linearen Operator {\displaystyle T:X\to \mathbb {R} ^{n}} die Mengenfunktion
{\displaystyle \nu \circ T^{-1}:B\mapsto \nu (T^{-1}(B)),\quad B\in {\mathcal {B}}(\mathbb {R} ^{n})}
σ-additiv ist.

### Zusammenhang zu den abstrakten Wiener-Räumen
Der abstrakte Wiener-Raum {\displaystyle (H,B,i)} liefert eine Möglichkeit um von einem zylindrischen Gauß-Maß {\displaystyle \gamma } in einem separablen Hilbertraum {\displaystyle H} ein σ-additives Gauß-Maß auf der zylindrischen Algebra {\displaystyle {\mathcal {Zyl}}(B,B')} des Banachraumes zu erhalten. Die σ-Additivität bleibt auf der zylindrischen σ-Algebra bestehen {\displaystyle {\mathcal {E}}(B,B')}, weshalb das zylindrische Maß auch als Maß im klassischen Sinne auf der σ-Algebra definiert werden kann.

## Beispiele
- Sei {\displaystyle \gamma ^{n}(dx)} das kanonische gaußsche Maß, {\displaystyle X} ein unendlich-dimensionaler topologischer Vektorraum, {\displaystyle X_{n}\subset X} ein {\displaystyle n}-dimensionaler Unterraum und {\displaystyle T:X\to X_{n}} die orthogonale Projektion auf diesen. Für jede Zylindermenge {\displaystyle C} der Form

{\displaystyle C=T^{-1}(C_{n}),\quad C_{n}\in {\mathcal {B}}(X_{n}),}
definieren wir
{\displaystyle \nu (C)=\gamma ^{n}(C_{n}).}
Dann nennt man {\displaystyle \nu } das (kanonische) zylindrische gaußsche Maß.